# Raimon Morales i Veloso
Raimon Morales i Veloso (Barcelona, 2 d'octubre de 1898 - Santo Domingo, 4 de setembre de 1986) fou un tennista català de la dècada de 1920.

## Trajectòria
Fou membre del Reial Club de Lawn-Tennis del Turó. Fou campió d'Espanya individual el 1925, i quatre en dobles (1925 amb José Eduardo Olano, i 1926, 1927 i 1928 amb Eduard Flaquer).
Arribà a vuitens de final al Campionat del Món en pista coberta de Barcelona del 1923 i participà en els Jocs Olímpics de París de 1924, eliminat a primera ronda. Participà en la Copa Davis els anys 1926, 1927 i 1928.